# Atlee Mahorn
Atlee Anthony Mahorn (* 27. Oktober 1965 in Clarendon Parish) ist ein ehemaliger kanadischer Leichtathlet jamaikanischer Herkunft. Er hatte sich auf den 200-Meter-Lauf spezialisiert und wurde auch in der 4-mal-100-Meter-Staffel seines Landes eingesetzt.
Seinen ersten internationalen Einsatz für Kanada absolvierte er bei den Leichtathletik-Weltmeisterschaften 1983 in Helsinki. Dort schied er mit der 4-mal-100-Meter-Staffel jedoch bereits im Vorlauf aus. Bei den Olympischen Spielen 1984 in Los Angeles gelang Mahorn über 200 m der Einzug in die Halbfinalrunde. 1985 gewann er bei der Universiade in Kōbe die Silbermedaille im 200-Meter-Lauf.
1986 siegte Mahorn bei den Commonwealth Games in Edinburgh über 200 m und schlug dabei unter anderem Ben Johnson. Ein Jahr später, bei den Leichtathletik-Weltmeisterschaften 1987 in Rom, belegte er über dieselbe Distanz den achten Rang. Mit der Staffel verpasste als Vierter eine Medaille knapp. 1988 in Seoul erreichte er sein bestes Resultat bei Olympischen Spielen, als er im 200-Meter-Lauf Fünfter wurde. Mit der Staffel kam er auf den siebten Platz.
Bei den Leichtathletik-Weltmeisterschaften 1991 in Tokio gewann er über 200 m in 20,49 s hinter Michael Johnson und Frank Fredericks die Bronzemedaille. Im 100-Meter-Lauf schied Mahorn im Halbfinale aus. Außerdem startete er in Tokio auch für die kanadische 4-mal-100-Meter-Staffel, die im Finale den achten Platz belegte, wurde selbst jedoch nur in der Qualifikationsrunde eingesetzt. Auch bei den Olympischen Spielen 1992 startete Mahorn wieder in diesen drei Disziplinen, erreichte jedoch in keinem Wettbewerb das Finale.
Am Ende der Saison 1992 kündigte er seinen Rücktritt vom Leistungssport an, kehrte aber 1993 für die Leichtathletik-Weltmeisterschaften  in Stuttgart noch einmal auf die Bahn zurück. Dort gewann er als Schlussläufer in der Staffel gemeinsam mit Robert Esmie, Glenroy Gilbert, Bruny Surin die Bronzemedaille. Dabei stellte das Quartett mit einer Zeit von 37,83 s einen neuen kanadischen Landesrekord auf.
Atlee Mahorn ist 1,87 m groß und wog zu seiner aktiven Zeit 80 kg. Er studierte Politikwissenschaft an der University of California in Berkeley.

## Bestleistungen
- 100 m: 10,18 s, 25. August 1991, Tokio
- 200 m: 20,17 s, 26. August 1991, Tokio